# Cantarrana
Cantarrana es una población del municipio Sucre del estado Sucre en Venezuela, parroquia Santa Inés, de aproximadamente 20.000 habitantes.
Localizada al sur de Cumaná, en la avenida Andrés Eloy Blanco (vía Cumaná - Cumanacoa, Km 4 aproximadamente) cuenta con 3 entradas principales, una de ellas por el IUT Cumaná (Instituto Universitario de Tecnología de Cumaná), otra cercana a la localidad "Puerto de la Madera" y la última por Urbanismo Santa Eduviges ( Autopista Antonio José de Sucre ). 
Esta población es conocida por ser "la tierra del mango" por la gran cantidad de árboles de esta fruta, por sus charas, comida autóctona y pequeñas empresas dedicadas a la gastronomía, costura, heladería, mecánica y refrigeración. 
La población cuenta con abastos, supermercados, panaderías y restaurantes, además de los centros educativos: preescolares, la escuela básica ("Javier Alcalá Vasquez") el Liceo ("Creación Cantarrana") y recreacionales como plazas, canchas de fútbol/baloncesto y el estadio de béisbol ("Estadio Armando Parra de Cantarrana"). Funciona además una casilla policial y un ambulatorio médico que en su momento contaba con diversos servicios. También en esta localidad se encuentra el Parque Cementerio de Cantarrana, uno de los principales cementerios de la ciudad de Cumaná. El Instituto Universitario de Tecnología de Cumaná, importante centro educativo de la región inaugurado en la década de 1970 está ubicado entre Cantarrana y la vía Cumaná-Cumanacoa.
En la avenida principal está ubicada la Iglesia católica San José, siendo este el patrono de Cantarrana, motivo por el que cada año solían  celebrarse las "ferias de San José", festividad acompañada de eventos culturales y musicales que atraían a muchas personas de la ciudad y que debido a los problemas políticos y económicos que aquejan al país han estado suspendidas.
Si bien es una localidad donde residen familias de todos los estratos sociales, es predominante la clase media, siendo características en sus habitantes el civismo, la buena educación y la solidaridad entre vecinos.

## Reseña histórica
Inicialmente la población de Cantarrana era conocida como “Valle de los Cardenales”. Según datos recopilados, este nombre se debía a que en este lugar se encontraban establecidos unos monjes, misioneros capuchinos que lo bautizaron así, ya que toda la zona estaba sembrada de una extensa vegetación, basada principalmente de: yaque, maya, chiguichigui y cardones, lo cual atraía a un sinfín de bandadas de pájaros, destacando entre ellos los popularmente conocidos como “Cardenales”. Posteriormente, debido a las enfermedades, inestabilidad política y guerras civiles que atravesaba el país en aquellos tiempos, estas tierras fueron quedando desoladas, siendo inundadas constantemente por las aguas del río Manzanares, dando paso a la formación de grandes lagunas y charcas pobladas de incontables Ranas que llenaba los más recónditos lugares de la zona con sus intensos croares, conocidos como “Conciertos de Ranas”. Con la llegada de nuevos fundadores y pobladores, el antiguo “Valle de los Cardenales” pasa a recibir el nombre que lleva actualmente “Cantarrana”.
La comunidad de Cantarrana se encontraba dividida en dos calles llamadas: calle Principal y calle de Cantarrana. La calle principal estaba formada por la vía que venía desde Guarapiche hasta la quebrada de Margariteña. La segunda calle también conocida como la calle de Luis Ortiz comenzaba en Puerto de la madera y se une con la Margariteña. Posteriormente fueron poblándose surgiendo otras calles. En la actualidad Cantarrana es una zona en constante desarrollo, cuenta con una vasta población y goza de diversos servicios para mejorar las condiciones de vida de sus habitantes.